# تمارة القباني
تمارة القباني هي مصممة أزياء ومقدمة برامج تلفزيونية وعارضة أزياء سعودية-إماراتية.

## حياتها
نشأت تمارة في دبي والتحقت بالمدرسة في لندن، وكانت الوجه الإعلاني لشركتي دي كيه إن واي ودولتشي أند غابانا لمجموعاتهما المتواضعة. ظهرت في حملة أزياء مغربية لصيف 2018 للاحتفال بتمكين المرأة في الشرق الأوسط.

## الحياة المهنية
بدأت حياتها المهنية كمقدمة برامج تلفزيونية لإحدى محطات البث في دبي، وعملت كمضيفة للبرنامج التلفزيوني لمهرجان دبي السينمائي الدولي، والذي ركز على تغطية المهرجانات السينمائية في جميع أنحاء دولة الإمارات. أسست علامتي الأزياء هاوس أوف جلامو وتمارة القباني في عام 2011 مجموعاتها الرئيسية، وهي فساتين السهرة والجلابيات والعباءات. أطلقت مجموعتها في برج خليفة وعرضت في فيليج مول ودبي مول. حصلت على جائزة أفضل فستان في مهرجان كان السينمائي عن تصميماتها الخاصة، وهي المرة الأولى التي تحصل فيها امرأة عربية على جائزة أفضل فستان. وهي أيضًا سفيرة العلامة التجارية لـ Jaipur Gems. في فبراير 2018، أطلقت مجموعة لأول مرة في عرض أفضل الأزياء العالمية المحتشمة خلال أسبوع الموضة المحتشمة في لندن.